# Уайлдвуд (Нью-Джерси)
Уайлдвуд (англ. Wildwood — Дикий лес) — город в США, на юго-востоке штата Нью-Джерси, расположенный на побережье Атлантического океана. По данным переписи 2000 года, население города составляет 5 436 человек, проживающих в городе круглый год, однако эта цифра возрастает до 250 000 в летнее время.
Уайлдвуд получил статус поселения 1 мая 1895 года. 1 января 1912 года Уайлдвуд получил статус города.

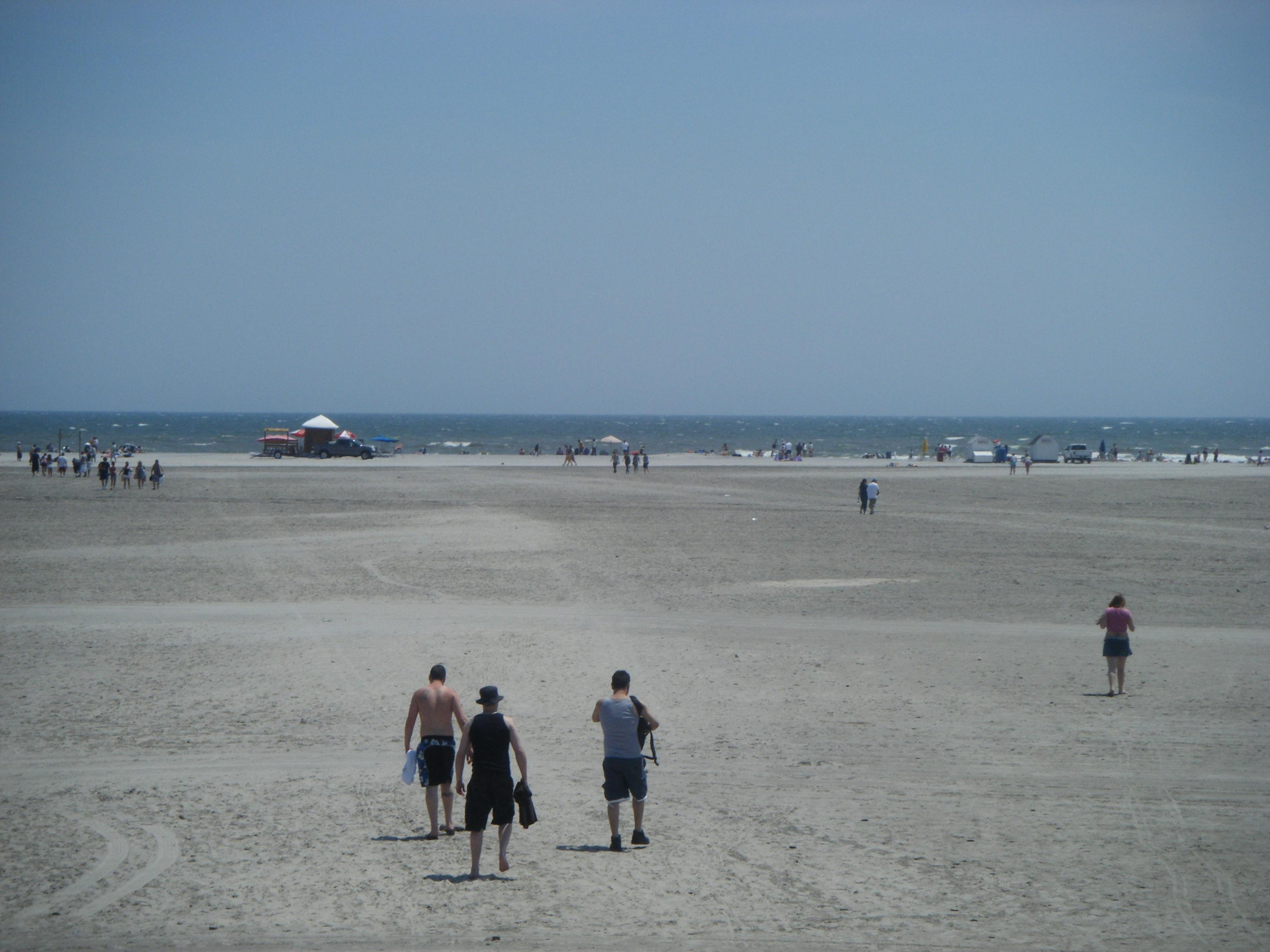
Пляж Уайлдвуда.

Уайлдвуд служит общим именем для всех четырех районов, из которых он состоит: Уайлдвуд-Крест, собственно Уайлдвуд, Уэст-Уайлдвуд и Норт-Уайлдвуд. Вместе все эти районы известны как The Wildwoods, то есть Уайлдвуды.

## История
Уайлдвуд основан в 1912 году, как курортный город для семейного отдыха. С великолепными пляжами, отелями, и улицей Boardwalk, основание которой вымощено из дерева, по одну сторону этой улицы пляжи и океан, по другую город.

## События
Город известен неделей Харли-Дэвидсона, она проводится в первую неделю сентября. В это время со всей страны съезжается большое количество байкеров на своих мотоциклах. Кроме того, в Уайлдвуде проводится ежегодный чемпионат по фрисби, на который собираются команды со всей страны. В 2011 году Уайлдвуд посетили 430 команд, в состав которых входило свыше 5000 игроков.

## Туризм
Уайлдвуд является очень популярным курортным городом. В основном здесь отдыхают жители Нью-Джерси, Делавэра, Мэриленда, Пенсильвании, Нью-Йорка и Коннектикута. Кроме того, летом приезжают граждане Канады (в основном из провинции Квебек). . Особенностью Уайлдвуда является его белоснежный пляж и набережная протяженностью 2,9 км. Прямо на берегу моря находится парк аттракционов и аквапарк, принадлежащие компании Morey’s Piers. Для удобства туристов по набережной ходит трамвай.
В 2008 году пляж Уайлдвуда был назван лучшим пляжем Нью-Джерси.

## Политика
По состоянию на 23 марта 2011 года, в общей сложности было зарегистрировано 2791 избирателей, из которых 611 (21,9 %) являлись демократами и 732 (26,2 %) республиканцами.
В президентских выборах 2008 года жители Уайлдвуда отдали 54,4 % голосов за демократа Барака Обаму, который опередил республиканца Джона Маккейна, набравшего лишь 44,2 % (783 голосов). В 2004 году на президентских выборах демократ Джон Керри получил 52,6 % голосов, а республиканец Джордж Буш около 45,8 % (825 голосов), при этом явка на избирательные участки составила 57 %.
В 2009 на губернаторских выборах республиканец Крис Кристи получил 50,8 % (540 голосов), опередив демократа Джона Корзина, набравшего 41,7 % (444 голосов).

## Население
Согласно переписи 2010 года в Уайлдвуде насчитывалось 6987 человек, 2251 домохозяйство и 1146 постоянно проживающих семей. Плотность населения составила 1576,1 человек на 1 кв.км.
По расовому составу: 51,85 % (3623 человека) — белые, 23,79 % (1662 человека) — латиноамериканцы, 8,5 % (594 человека) — афроамериканцы, 0,6 % (42 человека) — азиаты, 0,56 % (39 человек) — индейцы, 0,1 % (7 человек) — выходцы с островов Тихого океана, 12,38 % (865 человек) — представители других рас, 2,22 % (155 человек) — представители двух и более рас одновременно.
По возрасту: 20,5 % — младше 18 лет, 10,4 % — от 18 до 24 лет, 28,2 % — от 25 до 44 лет, 27,3 % — от 25 до 64 лет, 13,5 % — старше 65 лет. Таким образом, средний возраст составил 38 лет.
На каждые 100 женщин приходится 105,6 мужчин.